# Kolosse

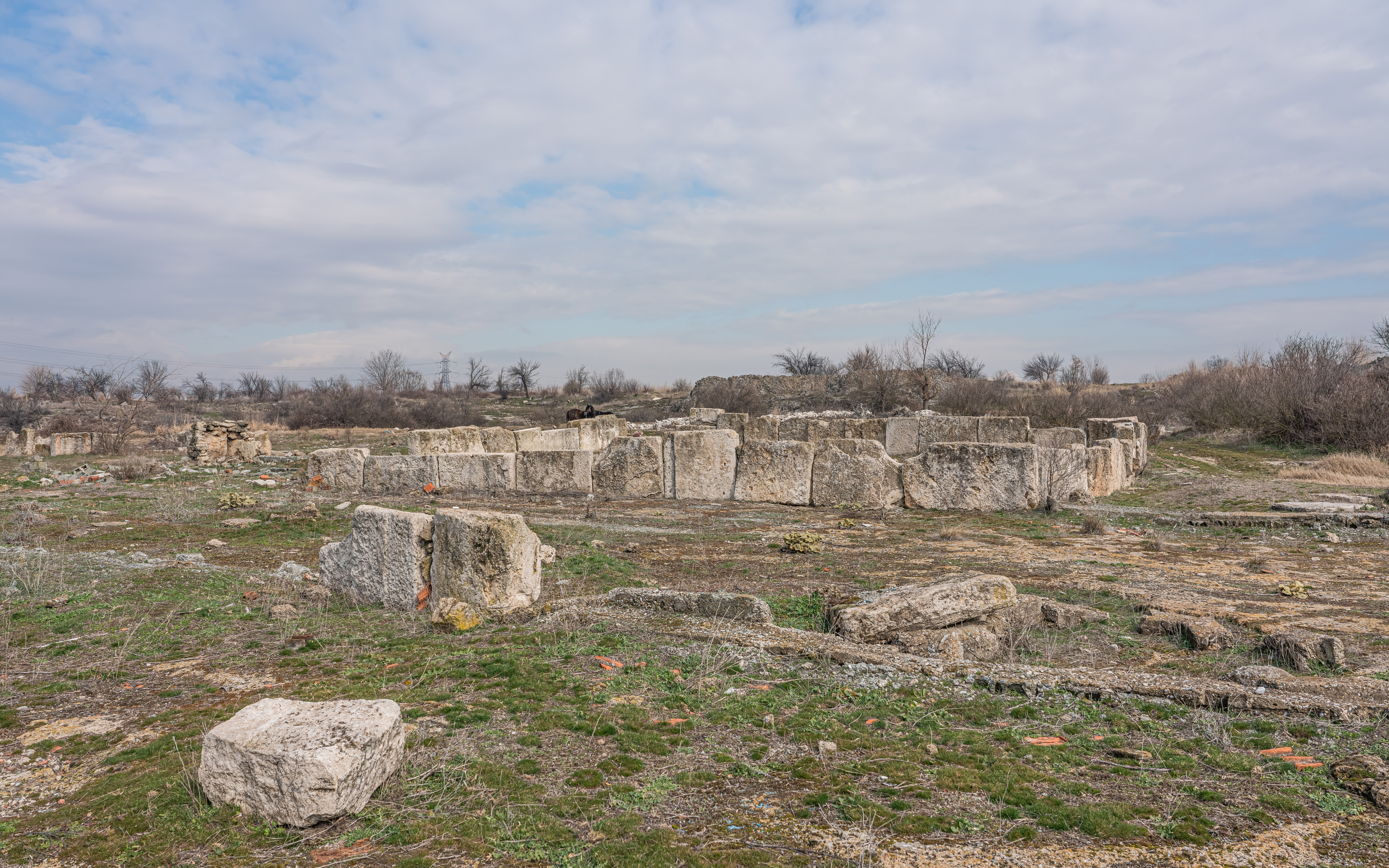

Kolosse (Grieks: Κολοσσαί, Latijn: Colossae) was een oude stad in Phrygië, een streek in Klein-Azië, het huidige Turkije. De stad lag zo'n kleine 200 km ten oosten van de havenstad Efeze en was vooral bekend door de wolhandel. Twee redelijk bekende plaatsen die op zo'n 10 km van Kolosse liggen, zijn Laodicea en Hierapolis.
In Kolosse woonden naast de oorspronkelijke Phrygiërs ook Griekse kolonisten en Joden. Antiochus de Grote had namelijk in 200 v.Chr. ruim 2000 Joodse gezinnen uit Babylonië en Mesopotamië naar deze streek gedeporteerd. In deze stad was ook een christelijke gemeente, die waarschijnlijk gesticht was door Epaphras. Aangenomen wordt dat hij van Paulus zelf de opdracht kreeg om vanuit Efeze naar Kolosse terug te gaan om daar het evangelie te verkondigen; Epaphras kwam namelijk oorspronkelijk uit deze stad. Zelf heeft Paulus nooit in Kolosse gewerkt, maar hij waardeert het werk van Epaphras zeer. De gemeente daar bestond vooral uit heiden-christenen die in huisgemeenten samenkwamen. De brief van Paulus aan de Kolossenzen is een Bijbelboek van het Nieuwe Testament.
De kerkvader Orosius getuigt in zijn zevende boek dat Kolosse kort na de onthoofding van Paulus tijdens Nero door een aardbeving verwoest is.
De locatie van het vroegere Kolosse ligt bij de tegenwoordige Turkse plaats Honaz. Er hebben nooit archeologische opgravingen plaatsgevonden.